# Troulloi
Troulloi (en griego: Τρούλλοι, en ortografía latinizada sería Trulli) es un pueblo en el Distrito de Lárnaca, Chipre. Es uno de los cuatro pueblos situados dentro de la zona de seguridad de las Naciones Unidas, los otros tres son Pyla, Athienou y Deneia. Hoy en día, Troulloi tiene una población de alrededor de 1.000 personas. El patrón del pueblo es San Mamés, que se celebra el 2 de septiembre de cada año.
Se encuentra al norte de Lárnaca (a 10 minutos en coche) y a 15 minutos de su aeropuerto internacional. Está cerca de Kellia (2 km), Oroklini (1 km) y Avdellero (1 km). El pueblo está rodeado de colinas y debido a esto, mantiene un clima fresco y sin humedad. Es un típico pueblo rural de Chipre. La ocupación principal de los habitantes es la agricultura y la ganadería. Conserva su carácter tradicional, con muchas casas construidas según la antigua arquitectura chipriota.
Los visitantes deben visitar el Monasterio de Ayios Georgios, la iglesia de Ayias Marinas, la nueva iglesia de Agios Mamas y el Monasterio de la Metamorfosis en la carretera que lleva a Avdellero. El pueblo tiene un supermercado, tabernas de comida rápida y todo lo que el turista necesita.